# Corrachia
Corrachia är ett släkte av fjärilar. Corrachia ingår i familjen Riodinidae.
Kladogram enligt Catalogue of Life:
| Corrachia | \| \| Corrachia leucoplaga \| \| \| \| \| \| Corrachia tablazonis \| \| \| \| |
|           | \| \| Corrachia leucoplaga \| \| \| \| \| \| Corrachia tablazonis \| \| \| \| |
|           | Corrachia leucoplaga                                                          |
|           |                                                                               |
|           | Corrachia tablazonis                                                          |
|           |                                                                               |